# Billy, der Bandit
Billy, der Bandit ist ein US-amerikanischer Western aus dem Jahr 1950 von William Berke mit Don Barry in der Titelrolle. Der Film wurde von Lippert Production, Inc. produziert und erzählt das Leben des Outlaws Billy the Kid.

## Handlung
Ein Mann betritt einen kleinen Friedhof in Fort Sumner in New Mexico und bleibt vor dem Grab von William H. Bonney stehen, der als Outlaw Billy the Kid berüchtigt war. Der Mann ist Pat Garrett, der Billy the Kid erschossen hat. Vor dem Grab erinnert sich Garrett an die Geschehnisse.
1878 ist der Lincoln-County-Rinderkrieg zwischen den verfeindeten Familien der Murphy und McSween so gut wie zu Ende. Beim letzten Gefecht auf Seiten der McSweens entkommt William Bonney und gründet eine Bande Gesetzloser. Unter dem Spitznamen Billy the Kid wird er bekannt. Eines Tages kommen Billy und seine Männer dem von Indianern angegriffenen Pat Garrett zu Hilfe. Als Billy später eine kleine Stadt aufsucht, wird er vom Sheriff und dessen Deputy beschossen. Billy schießt zurück und tötet beide, was die Einwohner dazu bringt, Gerechtigkeit einzufordern.
Garrett ist der neue Sheriff der Stadt und trifft sich mit Gouverneur Wallace. Er schlägt vor, Billy eine Amnestie zu geben, so wie der Gouverneur auch bei anderen, die am Rinderkrieg beteiligt waren, verfahren ist. Der getötete Sheriff und der Deputy waren Gefolgsleute von Murphy, die sich an Billy rächen wollten. Wallace willigt ein, auch wenn ihm die Zahl der Toten, für die Billy verantwortlich gemacht wird, Unbehagen bereitet. Garrett sucht Billys Freundin Francesca auf, die Billy die Nachricht übermitteln soll. Francesca überbringt die Nachricht, woraufhin Billy den Gouverneur aufsucht. Wallace bietet Billy die Amnestie an, wenn er seine Waffen ablegt. Billy lehnt ab und verfolgt weiter sein Leben als Gesetzloser.
Garrett spricht mit Francesca, die Billy überzeugen soll, sich zu stellen. Er verspricht einen fairen Prozess. Francesca verrät Garrett die Lage des Verstecks der Gesetzlosen. Billy und seine Männer werden festgenommen. Vor Gericht sagen Garrett und Francesca zu Billys Gunsten aus, dennoch wird er zum Tod durch den Strang verurteilt. Mit der Hilfe von Francescas Vater Vicente kann Billy seine Wächter töten und aus dem Gefängnis fliehen.
Garrett macht sich mit einer Gruppe von Deputies an die Verfolgung. Garrett schafft es, Billy auszuweichen, um ihn nicht festnehmen zu müssen. Als einer der Deputies sieht, wie Billy in Francescas Haus tritt, kann auch Garrett nicht verhindern, dass seine Männer das Haus umstellen, während drinnen Billy mit Francesca über eine Flucht nach Mexico diskutiert. Garrett versucht Billy festzunehmen, doch als der seine Waffe zieht, muss er ihn aus Notwehr erschießen.
Am Grab sagt Garrett Billy Lebewohl und verlässt den Friedhof.

## Produktion

### Hintergrund
Gedreht wurde der Film ab April 1950 in den Vasquez Rocks.

### Stab
Archie R. Dalzell arbeitete als Kameratechniker.

## Synchronisation
Die deutsche Synchronfassung entstand im Auftrag der Ala-Film GmbH in München unter der Dialogregie von Beate von Molo nach einem Dialogbuch von Ruth Schiemann-König.
| Rolle         | Schauspieler  | Deutscher Synchronsprecher |
| ------------- | ------------- | -------------------------- |
| Billy The Kid | Don Barry     | Heinz Engelmann            |
| Pat Garrett   | Robert Lowery | Curt Ackermann             |

## Veröffentlichung
Die Premiere des Films fand am 27. Juli 1950 statt. In der Bundesrepublik Deutschland kam er am 25. Juli 1952 in die Kinos.

## Kritiken
Das Lexikon des internationalen Films schrieb: „Primitive, schlecht konstruierte Version eines legendären Western-Themas.“